# Mönchshof (Römhild)

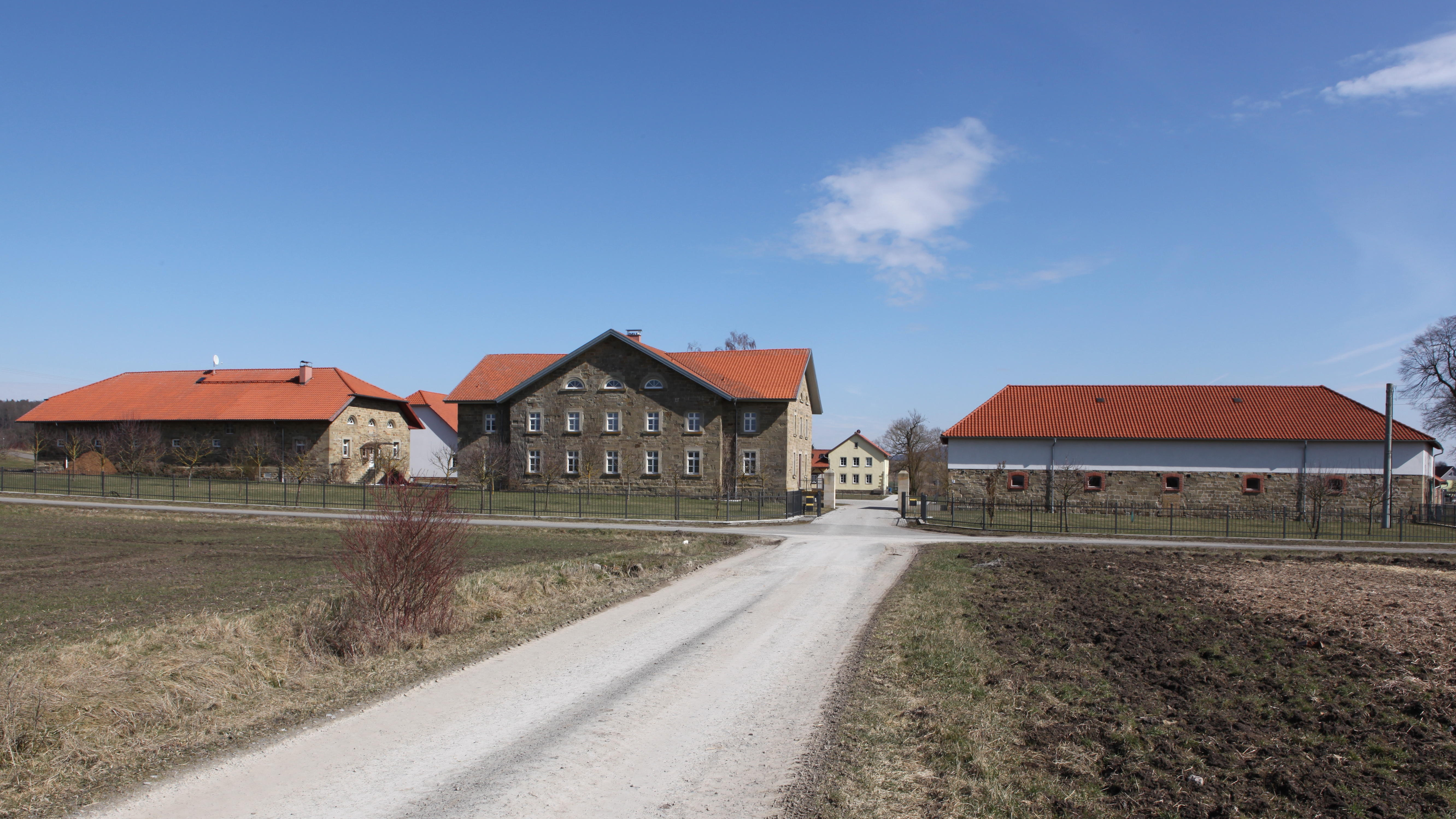
Mönchshof

Der Mönchshof ist eine Ansiedlung in der Stadt Römhild im Landkreis Hildburghausen in Thüringen.

## Lage
Der Mönchshof befindet sich nordöstlich von Mendhausen im fruchtbaren Thüringer Grabfeld an der Kreisstraße 508 und kurz vor der Landesstraße 3029 nahe dem ehemaligen Grenzstreifen am Galgenberg zwischen den damaligen deutschen Staaten.

## Geschichte
Am 3. Februar 799 wurde der Mönchshof bereits erstmals urkundlich genannt. Er gehörte ursprünglich dem Kloster Wechterswinkel, später war er ein herrschaftliches Kammergut im Amt Römhild, dessen Zugehörigkeit zur Grafschaft Henneberg und zu verschiedenen ernestinischen Herzogtümern, u. a. Sachsen-Römhild, er teilte.
Mönchshof gehört heute verwaltungsmäßig zum Ortsteil Mendhausen, mit dem es am 31. Dezember 2012 zur Stadt Römhild kam. In der Nachbarschaft des Anwesens ist heute eine Labrador-Hundezucht angesiedelt.